# بحيرة فوكوين
بحيرة فوكوين (بالإنجليزية: Lake Fúquene) هي بحيرة على شكل قلب تقع في وادي يوباتي-شيكينكيرا، وهي جزء من ألتيبلانو كونديبوياسينس، في شمال كونديناماركا، كولومبيا، على الحدود مع بوياكا. بحيرة الأنديز، على ارتفاع متوسط 2,540 متر (8,330 قدم)، وكانت تُعتبر مكانًا مقدسًا في ديانة المويسكا الذين سكنوا المنطقة قبل الغزو الإسباني لموسكا في ثلاثينيات القرن الخامس عشر. بسبب تصريف المياه لأغراض الزراعة وتربية الألبان، انخفضت مستويات البحيرة بشكل كبير في السنوات الأخيرة واختفت العديد من أنواع النباتات والحيوانات.

## أصل الكلمة
في لغة التشيبشا تعني عبارةُ «Muisca Fúquene» مكان المستنقعات المغطى بالضباب كما تعني سرير الثعلب أو الشعب المقدس في إشارة إلى الطقوس الدينية لمييسكا، على اعتبار أنَّ كلمة Muisca تعني «الناس» في لغة التشيبشا.

## التاريخ
بحيرة فوكوين هي البحيرة الأكبر والأشهر في وادي يوباتي-شيكينكيرا، أحد الوديان الأربعة الرئيسية في ألتيبلانو كونديبوياسينس. كانت بحيرة مهمة تمارس فيها الطقوس في ثقافة مويسكا. شكلت الصلة بين أراضي زيبا في الجنوب وزاكي في الشمال والتجار بين جزأي اتحاد مويسكا سيمرون البحيرة. عندما وصل الفاتح غونزالو خيمينيز دي كيسادا وقواته إلى البحيرة عام 1537، كان منسوب المياه 10 متر (33 قدم) حتى 15 متر (49 قدم) أعلى. منذ عام 1934، اختفى حوالي 70٪ من سطح البحيرة. من 100 كيلومتر مربع (1.1×109 قدم2) إلى 30 كيلومتر مربع (320,000,000 قدم2). في هذا الوقت، انخفض مستوى البحيرة بمقدار 1 متر (3.3 قدم).

## التنوع النباتي والحيواني
يزور حوالي 47 نوعًا من الطيور بحيرة فوكوين، من بينها الغرّة الأمريكيّة. في عام 1940، كان أكثر من 80 نوعًا من الحيوانات تتغذى حول البحيرة، وهو رقم انخفض إلى 58 نوعًا في عام 2014. تم تحديد 248 نوعًا نباتيًا في البحيرة وحولها. بعض أنواع النباتات هي بوط وغيرها. في السنوات الأخيرة، اختفى 40٪ من التنوع البيولوجي في السنوات الستين الماضية. في عام 2014، كان يعيش حوالي 207000 من سكان المنطقة حول البحيرة. يوجد حولها خمسون صناعة لتربية الألبان، أهمها في أوباتي وتشيكوينكورا وسيمياكا.

## روابط خارجية
- (بالإسبانية) Tourism at Lake Fúquene
- (بالإسبانية) La laguna de Fúquene, escenario de concertación y acciones colectivas - WWF